# Joanna Newsom
Joanna Caroline Newsom (født 1982) er en amerikansk sangerinde, sangskriver og harpist fra Nevada City, Californien. Hun er gift med skuespilleren og komikeren Andy Samberg.
Joanna Newsoms yndige, fascinerende og dragende folk-melodier har barokke træk, er ofte stærk polyrytmisk og indeholder elementer af ældre folkemusik fra Appalacherne, specielt fremtrædende på The Milk-Eyed Mender, og avantgardistisk modernisme, især fra og med Ys. Ofte fortælles i teksterne et helt eventyr opfyldt af varm mystik og hemmeligheder. Dette præsenteres med en sart, lokkende og særpræget vokal.

Newsom optrådte for første gang i Danmark på Roskilde Festival 2005. Den 23. april 2007 optrådte hun i København. Den 23. maj 2010 spillede hun i DR Koncerthuset.

## Diskografi
Albums
- The Milk-Eyed Mender (Drag City), 2004
- Ys (Drag City), 2006
- Have One On Me (Drag City), 2010
- Divers (Drag City), 2015

EP
- Walnut Whales (self-released, 2002)
- Yarn and Glue (self-released, 2003)
- Joanna Newsom and the Ys Street Band (Drag City, 2007)